# Philodicus rufiventris
Philodicus rufiventris là một loài ruồi trong họ Asilidae. Philodicus rufiventris được Bigot miêu tả năm 1891. Loài này phân bố ở miền Ấn Độ - Mã Lai.